# Heinrich Funk
Heinrich Funk (12. prosince 1807 Herford - 22. listopadu 1877 Stuttgart) byl německý malíř düsseldorfské školy.

## Životopis
Od roku 1829 studoval na Akademii umění v Düsseldorfu. V roce 1836 se přestěhoval do Frankfurtu. V roce 1854 převzal - jako nástupce Friedricha Gottloba Steinkopfa - profesuru krajinomalby na Královské umělecké škole ve Stuttgartu, na kterou rezignoval ze zdravotních důvodů roku 1876. Jeho studenty byli Max Bach (1841-1914), Anton Braith, Gustav Paul Cloß (1840-1870), Gustav Conz a Adele Esinger.

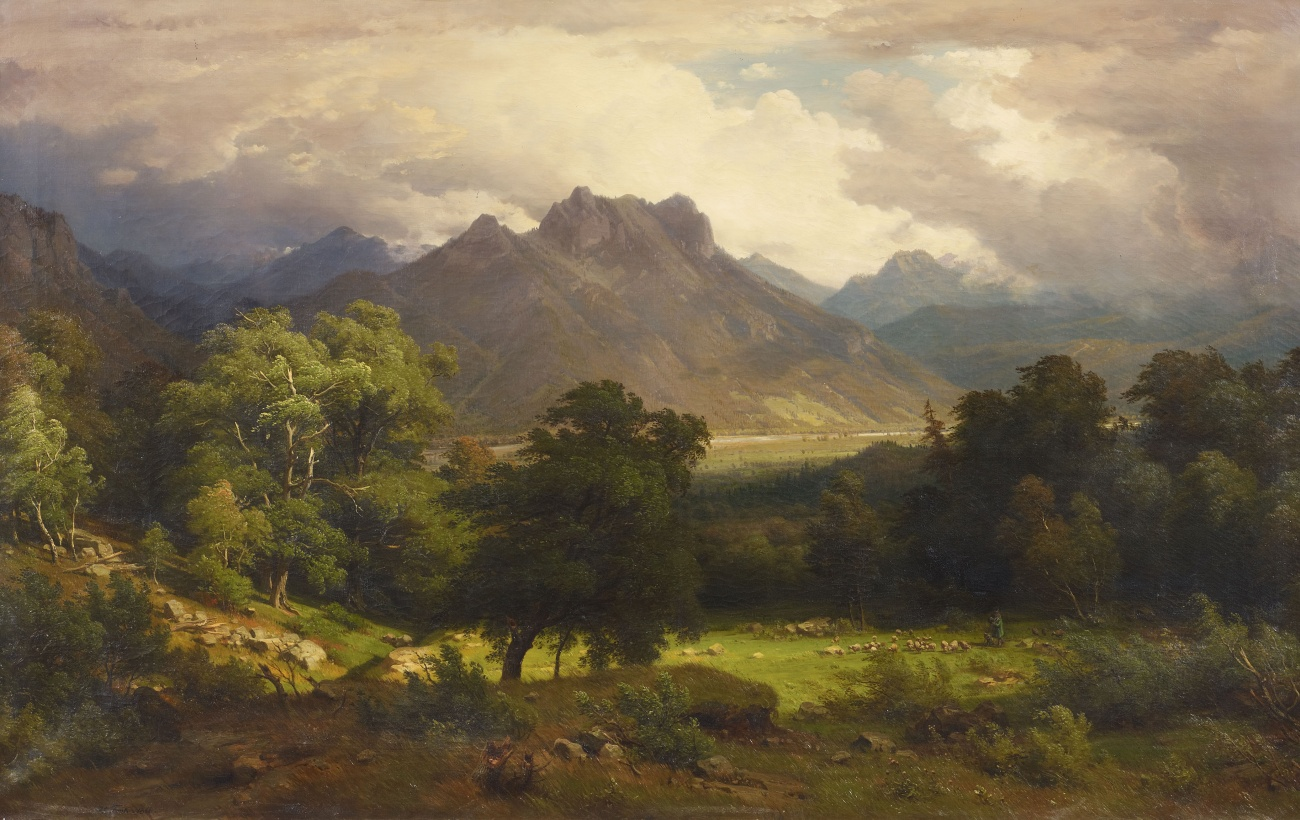
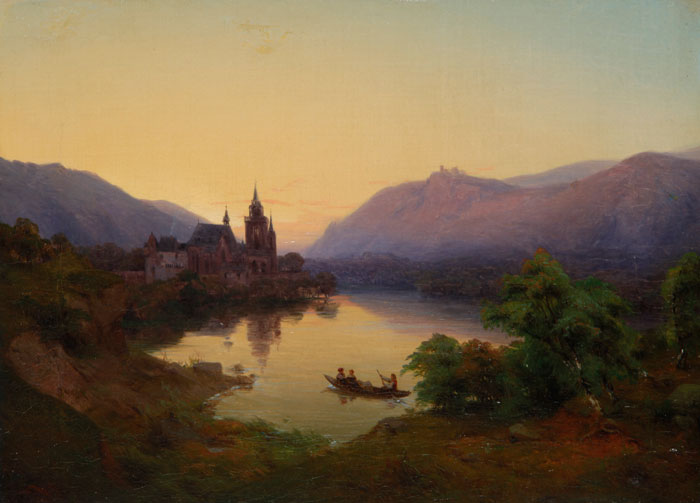
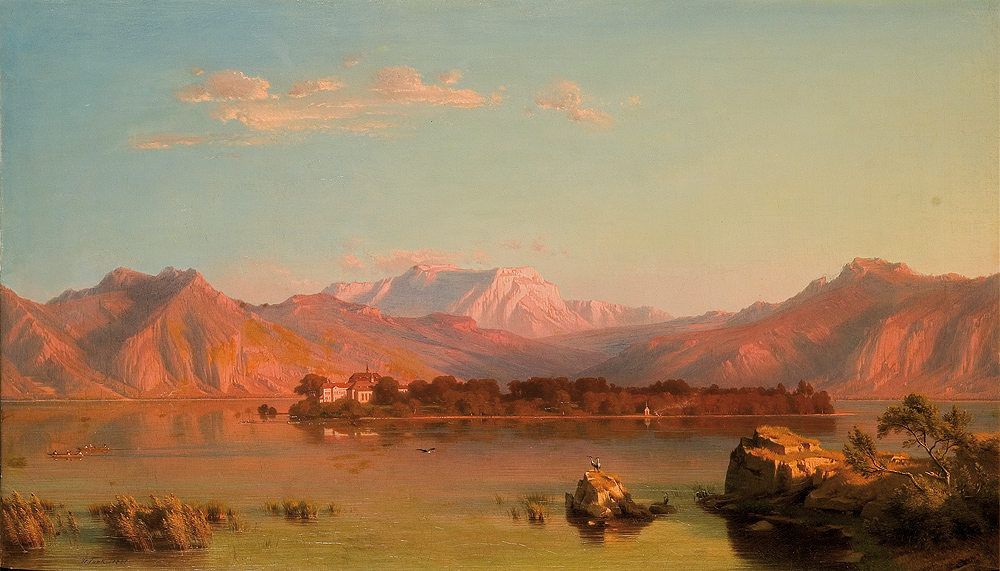
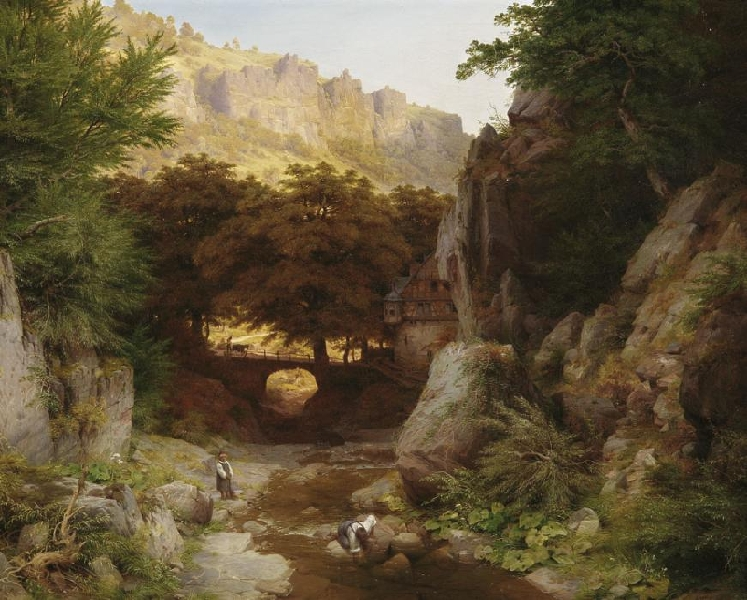